# 오바타정 (미에현)
오바타정(小俣町)은 미에현 와타라이군에 설치되었던 정이다. 2005년 11월 1일에 이세시·후타미정·미소노촌과 합병해 새로운 이세시가 되었고, 자치체로서의 오마타정은 폐지되었다.
이세산궁 가도의 마지막 숙소로 번창했다

## 지리
이세 평야의 남부에 위치한다. 미야강 하류의 서안에 위치하나 바다에는 접해 있지 않다. 마을 서쪽 끝에 해발 고도 40m 내외의 구릉지가 약간 존재하지만 대부분 해발 고도 20m 미만의 평지이다.

## 역사
오바타 정역에서의 사건이 역사에 등장하는 것은 797년(연력 16년)의 이궁인 창설 무렵이지만 무로마치 시대 말기에는 폐허가 되었다. 현재의 취락기가 형성된 것은 1588년(덴쇼 16년) 가모우지 향에 의한 이세참궁 가도의 대개수를 전후하여 가도변 마을이 정비되었을 무렵이다.
폐번치현(메이지 4년) 이전의 오마타 촌은 기슈 번령과 도바 번령으로 나뉘어져 있었다.도카이 현 발족 후에 하나의 행정구가 되지만, 촌의 행정은 겐키슈 번령과 모토토바 번령으로 헤어진 채로 차배되고 있었다.이 영향은 오마타초 성립 후인 쇼와 4년까지 계속되었다
- 1889년 4월 1일 - 정촌제 시행과 함께 근세 이래의 오바타촌 단독으로 지자체를 형성하였다.
- 1928년 11월 3일 오바타촌이 정으로 승격해 오바타정이 되었다.
- 1953년 11월 1일 - 기타하마촌의 일부를 편입하였다.
- 1955년 4월 10일 - 우다촌의 일부를 편입하였다.
- 1958년 10월 20일 - 정제 30주년을 기념하여 촌장을 제정하였다.
- 1988년 11월 3일 - 정제 60주년을 기념하여 마을의 꽃을 「국화」, 마을의 나무를 「사쿠라」로 제정하였다.
- 2003년 9월 25일 - 합병 문제로 의회가 반대했기 때문에 촌장이 사직, 그 후의 촌장 선거(동년 11월 16일)에 부활하였다.
- 2005년 11월 1일 - 이세시·후타미정·미소노촌과 합병해 새로운 이세시가 성립하였다. 동일 오바타정은 폐지되었다.

## 행정
- 시정촌 합병 직전의 정장: 오쿠노 에이스케 (奥野英介)

## 교통

### 철도
- 긴키 닛폰 철도
  - 야마다 선

- 도카이 여객철도
  - 산구선

### 도로
- 국도 23호선